# Parastria
Parastria is een geslacht van rechtvleugeligen uit de familie Pyrgomorphidae. De wetenschappelijke naam van dit geslacht is voor het eerst geldig gepubliceerd in 1985 door Key.

## Soorten
Het geslacht Parastria  is monotypisch en omvat slechts de volgende soort:
- Parastria reticulata (Key, 1985)